# Herb powiatu parczewskiego
Herb powiatu parczewskiego – jeden z symboli powiatu parczewskiego, którego obecna wersja, autorstwa Kamila Wójcikowskiego i Roberta Fidury, została ustanowiona 30 sierpnia 2024.

## Wygląd i symbolika
Herb przedstawia na tarczy w polu czerwonym dwie głowy jelenie zwrócone do siebie w ukłonie heraldycznym, z prawej srebrna z koroną złotą na szyi, z lewej złota. Srebrna głowa jelenia z koroną stanowi uszczerbione godło województwa lubelskiego, natomiast złota głowa jelenia jest uszczerbionym godłem Parczewa.

## Historia

Herb powiatu parczewskiego w latach 2000-2024

W latach 2000-2024 powiat używał herbu przedstawiającego na tarczy trójdzielnej (w kształcie odwróconej litery T) w polu prawym górnym czerwonym orła srebrnego jagiellońskiego, w polu lewym górnym błękitnym krzyż podwójny złoty, w polu dolnym czerwonym jelenia złotego. Zmiana herbu spowodowana była negatywną opinią Komisji Heraldycznej, która zanegowała m.in. podział tarczy.